# 신미나마타역
신미나마타역(新水俣駅, しんみなまたえき 미나마타에키[*])은 일본 구마모토현 미나마타시에 위치한 규슈 여객철도 소속의 철도역이며, 규슈 신칸센, 히사쓰 오렌지 철도의 정차역이다. 또한 일반 철도선인 히사쓰 오렌지 철도의 무인역이 바로 이 곳이다.
승강장 구조로는 신칸센 2면 3선, 히사쓰 오렌지 철도의 경우 1면 2선의 구조이다.

## 승강장
| 1     | ■ 히사쓰 오렌지 철도 | (상행) | 야쓰시로 방면                     |
| 2     | ■ 히사쓰 오렌지 철도 | (하행) | 미나마타 · 이즈미 · 센다이 방면   |
| 11·12 | 규슈 신칸센          | (상행) | 구마모토 · 하카타 · 신오사카 방면 |
| 13    | 규슈 신칸센          | (하행) | 가고시마 중앙 방면                |

## 인접 역
| 규슈 여객철도 규슈 신칸센               | 규슈 여객철도 규슈 신칸센 | 규슈 여객철도 규슈 신칸센      |
| --------------------------------------- | ------------------------- | ------------------------------ |
| 신야쓰시로 하카타 방면                  | ■ 규슈 신칸센             | 이즈미 가고시마 중앙 방면      |
| 히사쓰 오렌지 철도 히사쓰 오렌지 철도선 |                           |                                |
| 쓰나기 야쓰시로 방면                    | 보통                      | 미나마타 미나마타・센다이 방면 |